# Hôtel de la Caisse d'épargne de Tours
L'hôtel de la Caisse d'épargne est un bâtiment du milieu du XIXe siècle situé à Tours, en France. Il est recensé à l'Inventaire général du patrimoine culturel.

## Situation et accès
L'édifice est situé au no 36 du boulevard Béranger, dans le centre-ville de Tours, et plus largement au centre du département d'Indre-et-Loire.

## Historique
La Caisse d'épargne et de prévoyance de Tours est fondée en 1832 notamment par Henry Goüin, qui installe tout d'abord dans les locaux de la Chambre de commerce. Ses présidents successifs sont Henry Goüin (1833-1857),  D.-F. de Saint-Martin (1866-1869), Paul Roze (1869-1899), Albert Goüin (1899-1904), Gédéon Desaché (1904-1913), Ludovic Pasquier (1913-1927), Louis de Grandmaison.
Le bâtiment actuel est construit entre 1864 et 1866 par l'architecte Jean-Charles Jacquemin (architecte du Palais de justice de Tours) à l'initiative d'Eugène Goüin. L'architecte Marcel Boille agrandit le bâtiment en 1880 et en 1898.
L'hôtel est recensé à l'inventaire général du patrimoine culturel depuis 1991.

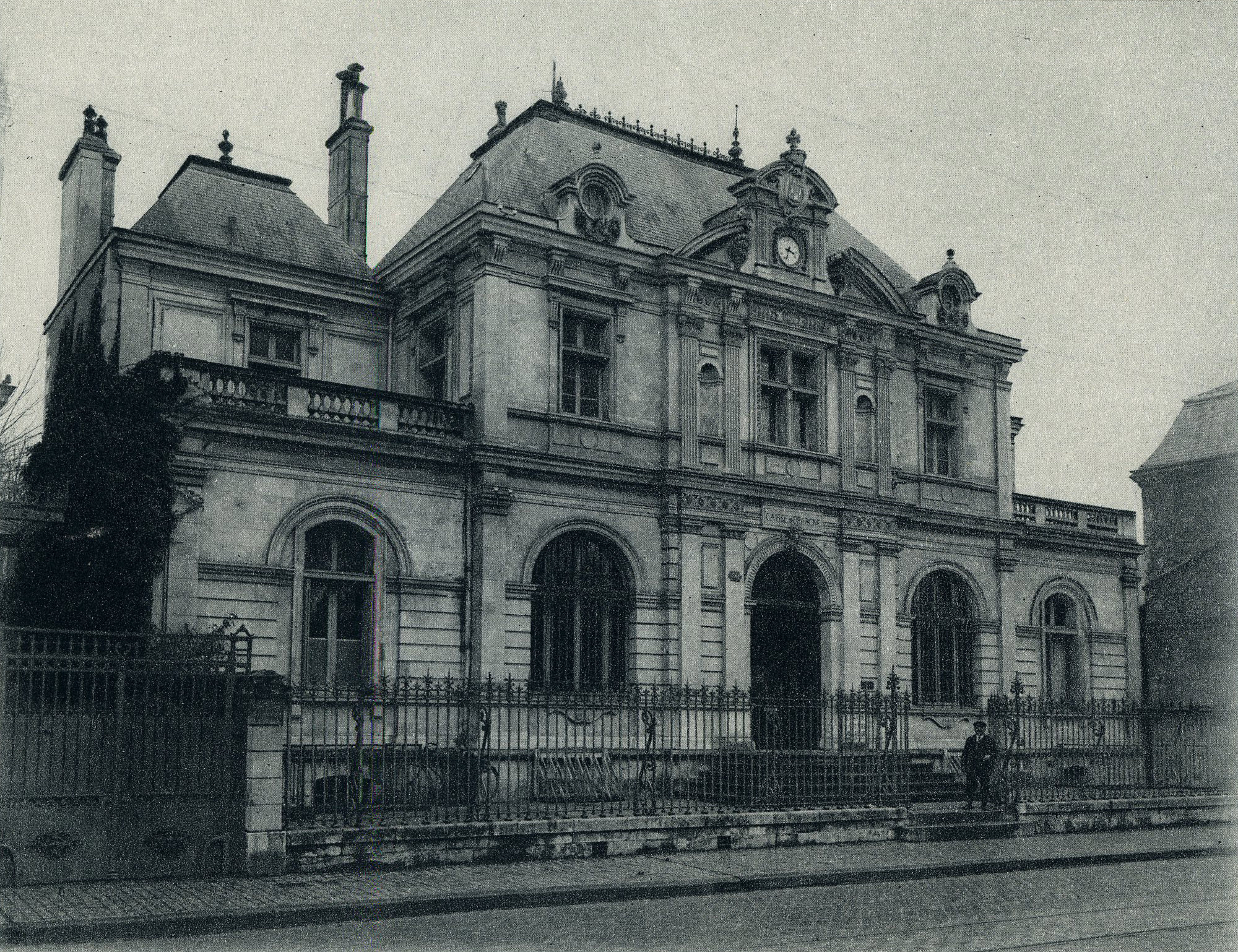
Ancienne photographie du siège de la Caisse d'Épargne de Tours.